# 余呉バスストップ
余呉バスストップ（よごバスストップ）は、滋賀県長浜市余呉町中之郷の北陸自動車道上にあるバス停。2008年現在ではこのバス停に停車する高速バスは存在せず、中日本高速道路（NEXCO中日本）の管理用施設に転用されており、冬季の場合は北陸自動車道の積雪・凍結対策のためにチェーンベースとして活用できるようになっている。

## 周辺
- 国道365号
- 滋賀県道284号杉本余呉線
- 円覚寺
- 余呉郵便局
- 長浜市役所 余呉支所
- 余呉やまなみセンター
- 長浜市立鏡岡中学校
- NTT西日本彦根支店中之郷別館
- 滋賀銀行余呉代理店

## 隣
E8 北陸自動車道
(3)木之本IC/BS - 賤ヶ岳SA - 余呉BS - 余呉北BS - 刀根PA/BS - (3-1)敦賀JCT - (4)敦賀IC/BS